# Iaross
iAROSS est un groupe de rock français, créé et mené par le chanteur et violoncelliste Nicolas Iarossi. Après de nombreuses collaborations musicales régionales (Gatsby, Rimbaud, etc.), il décide de créer en 2008 son projet solo : Iaross. Un an après, Iaross devient un groupe grâce à la rencontre avec Germain Lebot, batteur et Colin Vincent, guitariste. Chacun portant des univers et une culture musicale riches, Iaross devient un groupe aux influences vastes allant de la chanson française au rock jusqu’aux frontières de l’electro, de la transe et de l’expérimentation.
Le 1er mai 2012, Iaross a sorti son premier album «Ventre», enregistré avec la collaboration du réalisateur Jean-Philippe Rimbaud. Suscitant la curiosité, le groupe est alors propulsé comme coup de cœur ou primé à plusieurs tremplins de la scène francophone (Le Mans Cité Chanson, Les Musicales de Bastia, etc.). Remarqué en Suisse dans le cadre de la Médaille d’Or, Iaross y décroche une distribution (Disques Office) et se produit notamment au Chat Noir (canton de Genève) et gagne sa place de « découverte » au Festival Voix de Fête à Genève. Grâce à ce festival, Iaross sera programmé par l’Académie Charles-Cros (Festival Chanson Nouvelle) et participera aux Chroniques Lycéennes. On sollicite désormais Iaross pour assurer la première partie d’artistes tels que Dominique A, Jacques Higelin, Arthur H ou Lo'jo. En 2013, Iaross décroche la « Médaille d'or de la chanson », le 1er prix du Jury aux Découvertes d’Alors Chante et sera programmé au Chaînon Manquant. Le Groupe défend l'album « Renverser » sorti chez L'Autre Distribution en juin 2013.
En mars 2017, le groupe sort son troisième album intitulé Le cri des fourmis.

## Récompenses
Iaross a reçu de nombreuses récompenses depuis le début de sa carrière. On peut citer entre autres les prix suivants :
- 2013 : Coup de cœur de l' l’Académie Charles-Cros[3]
- 2013 : Prix du jury des professionnels festival Alors Chante[4]
- 2013 : Médaille d'or de la chanson à Saignelégier[5]
- 2013 : Sélection Chaînon FTNAV festival Alors Chante[6]
- 2017 : L'album Le cri des fourmis obtient l'un des 15 Coups de Coeur 2017 décernés par le groupe Chanson de l'Académie Charles-Cros le 14 avril 2017 au Théâtre de Pézenas dans le cadre du Printival Boby Lapointe[7].